# Институт современного искусства (Майами)
Институт современного искусства в Майами (англ. Institute of Contemporary Art, Miami, сокр. ICA Miami) — художественный музей в Майами,  Флорида, посвящённый современному искусству.
Институт занимается экспериментированием в области современного искусства, продвижением новых стипендий и поощрением обмена искусством и идеями во всем регионе Майами, а также на международном уровне. Предоставляет международную платформу для работы местных новых и малоизвестных художников; привержен обеспечению открытого, публичного доступа к искусству, предлагая круглогодичный бесплатный вход.

## История и деятельность
Институт современного искусства впервые открылся в 1996 году при Музее современного искусства в Северном Майами в здании, спроектированном американским архитектором Чарльзом Гватми. В 2014 году из-за юридических проблем с зонированием совет института подал в суд на право переезда и отделения, что привело к созданию в 2017 году самостоятельного Института современного искусства в майамском районе Miami Design District. Музей современного искусства в Северном Майами остался на своём месте.
За строительством нового здания музея наблюдала Эллен Салпетер (Ellen Salpeter), которая стала директором музея в декабре 2015 года. В начале 2018 года она вышла в отставку, её место занял бывший заместитель директора и его главный куратор Алекс Гартенфельд (Alex Gartenfeld). Гартенфельд известен своей работой в Новом музее, где он участвовал в создании New Museum Triennial. 
Музей финансируется миллиардером и коллекционером Норманом Браманом и его женой Ирмой Миллер (Браман), которые создали Irma And Norman Braman Fund; Норман является сопредседателем попечительского совета этого художественного заведения. Архитектурный дизайн здания является неотъемлемой частью репутации музея, которое было спроектировано в 2017 году архитекторами компании Aranguren & Gallegos — оно было построено так, чтобы имитировать «Magic Box» с яркой геометрической формой и текстурой. Здание высотой в три этажа, имеет 37 500 квадратных футов пространства, из них 20 000 квадратных футов — галерейное пространство для размещения различных выставок и постоянной коллекции, а также сад скульптур. В саду скульптур площадью 15 000 квадратных футов можно увидеть работы Марка Хэндфорта, Абигейл Девиль, Аллоры и Кальсадильи, а также Педро Рейеса. Фасад здания визуализируется как своего рода магнит, его можно сравнить с темно-серым и гладким материалом реального магнита. 
У института имеется еще одна выставочная площадка — Miami Art Basel, признанная критиками культурной достопримечательностью города. На её открытии были показаны работы Абигейл Девиль, Томма эль-Сайеха (Tomm El-Saieh Архивная копия от 9 марта 2019 на Wayback Machine), Сенга Ненгуди, Эдварда Кинхольца и Элио Ойтисика. Кроме того, музей представил «The Everywhere Studio», которую курировали Алекс Гартенфельд (художественный руководитель музея), Джан Морено (Gean Moreno, куратор музея) и Стефани Сейдел (Stephanie Seidel). На ней было представлено более 100 работ более пятидесяти художников, созданных за последние пять десятилетий. Выставка стала известна благодаря смешению творчества известных и неизвестных художников.  
В Институте современного искусства выставки проводятся на регулярной основе, в числе экспозиций 2018 года: «Donald Judd: Paintings» (были представлены 14 картин Дональда Джадда с 1959 по 1961 год); совместная выставка Уолтера Баннарда и Франсис  Алис; «Diamond Stingily: Life In My Pocket» (персональная выставка Даймонда Стингили); «Terry Adkins: Infinity Is Always Less Than One» (включала более 50 работ на протяжении всей жизни Терри Адкинса); «Sondra Perry: Typhoon Coming On» (персональная выставка Сондры Перри); «Manuel Solano:I Don’t Wanna Wait For Our Lives To Be Over» (персональная выставка Мануэля Солано (Manuel Solano Архивная копия от 25 сентября 2019 на Wayback Machine));  «Larry Bell: Time Machine» (работы Ларри Белла от ранних до стеклянных скульптур).
Помимо бесплатного доступа к известным художественным выставкам, музей известен другими программами и услугами — симпозиумы, спектакли, программы визуальной культуры, танцевальные, театральные и другие программы, а также программы, посвященные знакомству с местными музыкантами. Некоторые мероприятия проводятся в сотрудничестве с Miami Music Club.
Постоянная коллекция Института современного искусства в Майами стремится отразить как новые таланты, так и представляя уже известных художников. В неё входят работы Риты Аккерман, Франсис Алис, Эрнана Баса, Луизы Буржуа, Уильяма Копли, Энн Крейвен, Хосе Антонио Эрнандес-Диеса, Инки Эссенхай, Марка Хэндфорта, Джима Ходжеса, Эдварда Кинхольца, Гильермо Куицы, Зои Леонард, Джона Миллера, Малкольма Морли, Криса Офили, Габриэля Ороско, Энока Переса (Enoc Perez Архивная копия от 7 марта 2020 на Wayback Machine), Раймонда Петтибона, Роберта Терриена, Джеймса Таррелла и других авторов.